# Rick Hall

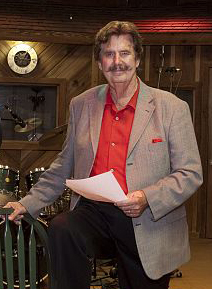
Hall of Fame: Rick Hall in seinen FAME Studios (2010)

Roe Erister „Rick“ Hall (* 31. Januar 1932 in Forest Grove, Mississippi; † 2. Januar 2018 in Muscle Shoals, Alabama) war ein US-amerikanischer Musikproduzent, Labelchef und Toningenieur. Als Inhaber der Florence Alabama Music Enterprises (kurz: FAME), einem Plattenlabel mit eigenem Aufnahmestudio und angeschlossenem Musikverlag, war Rick Hall maßgeblich an der Entstehung des „Muscle Shoals Sounds“ beteiligt.

## Leben und Wirken
Rick Hall kam aus sehr ärmlichen Verhältnissen. Nach eigener Aussage war die Herkunft in Armut die Hauptantriebsfieder seines beruflichen Schaffens.
Im Jahr 1959 gründete Rick Hall in Florence (Alabama) die Florence Alabama Music Enterprises (kurz: FAME), bestehend aus dem Musikverlag FAME Publishing, dem Plattenlabel FAME Records und dem Aufnahmestudio FAME Recording Studios.

### Soul-Sechziger

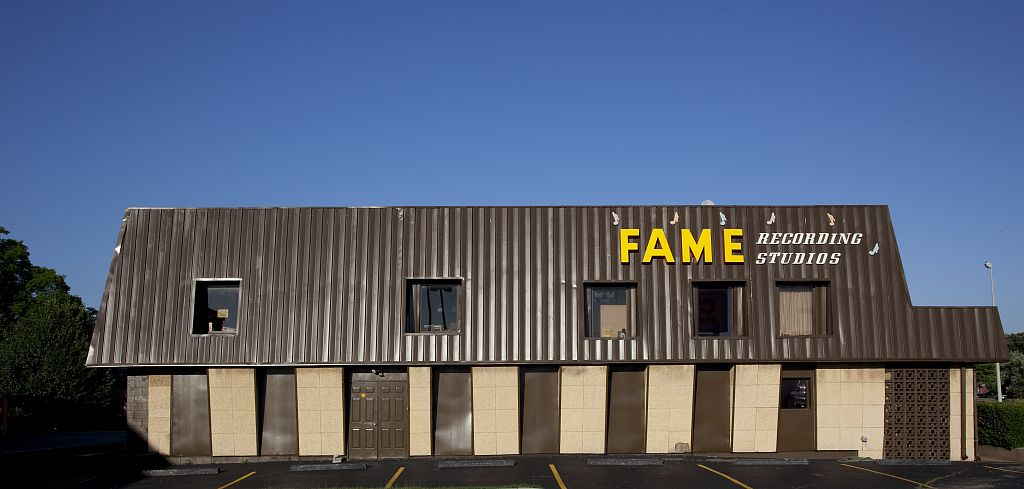
Die FAME Studios in Muscle Shoals 2010

Die erste, mit Studiomusikern aufgenommene Platte war die Single You Better Move On / A Shot of Rhythm and Blues von Arthur Alexander. Die Country-Soul-Single entwickelte sich zu einem nationalen Hit und wurde bald darauf von The Hollies und den Rolling Stones gecovert. Mit den Einnahmen von 10.000 US-Dollar baute Hall sein neues, in einer umfunktionierten Tabakscheune untergebrachtes Studio umfassend aus.
Während die Sänger zumeist schwarz waren, bestand Rick Halls Studioband aus den weißen Musikern David Briggs (Klavier), Norbert Putnam (Bass), Jerry Carrigan (Schlagzeug), Earl „Peanut“ Montgomery (Gitarre), Terry Thompson (Gitarre) und Donnie Fritts. Bei Rick Hall klangen Weiße wie Schwarze und Country klang wie Soul. Wegen anhaltend schlechter Bezahlung verließ ihn seine erste Hausband 1964, um ihre Dienste fortan in Nashville, Tennessee anzubieten. Rick Hall blieb bei seinem integrativen Soul-Konzept und stellte sich eine neue Hausband aus weißen Musikern zusammen, bestehend aus Spooner Oldham (Klavier, Orgel), Jimmy Johnson (Gitarre), David Hood (Bass) und Roger Hawkins (Schlagzeug).
Über Jerry Wexler kam im Herbst 1964 eine ergiebige Zusammenarbeit mit Atlantic Records zustande. Anfang 1967 wurde mit der neu unter Vertrag genommenen Aretha Franklin die Atlantic-Single I Never Loved a Man (The Way I Love You) aufgenommen, die sich über eine Million Mal verkaufte und den Durchbruch für Aretha Franklin als Soulsängerin bedeutete. Dennoch endete die Aufnahmesession im Streit.
Als Hall 1969 einen Vertrag mit Capitol Records unterschrieb, kündigte aufgrund schlechter Bezahlung eine weitere Hausband, die Muscle Shoals Rhythm Section alias „The Swampers“. Mit Startkapital von Jerry Wexler/Atlantic gründete die Muscle Shoals Rhythm Section das konkurrierende Muscle Shoals Sound Studio am 3614 Jackson Highway im nahegelegenen Sheffield, Alabama. Rick Hall fasste dies damals als „Kriegserklärung“ auf.

### Spätere Jahre
Mit der neuen Studioband „Fame Gang“ im Haus und einem veränderten Musikgeschmack in den Hitparaden änderte sich auch der Sound von FAME. Weg vom Southern Soul, hin zu Country und seichtem Mainstream-Pop.
Für MGM Records produzierte Rick Hall 1970 das Erfolgsdebüt der Osmonds, einer fünfköpfigen, weißen Familienband im Stile der Jackson Five. Die ausgekoppelte Single One Bad Apple stand fünf Wochen auf Platz eins der Singlecharts.

## Auszeichnungen
Im Jahr 1970 war er aufgrund des Nummer-eins-Hits One Bad Apple mit den Osmonds als Produzent des Jahres für einen Grammy nominiert.
Rick Hall wurde 1985 in die Alabama Music Hall of Fame aufgenommen.
Im Jahr 2014 erhielt er neben Ennio Morricone den Grammy Trustees Award.

## Produktionen (Auswahl)
- 1961: You Better Move On / A Shot of Rhythm and Blues von Arthur Alexander
- 1964: Steal Away von Jimmy Hughes
- 1966: When a Man Loves a Woman von Percy Sledge
- 1966: Land of 1000 Dances von Wilson Pickett
- 1966: Mustang Sally von Wilson Pickett
- 1967: I Never Loved a Man (the Way I Love You) und Do Right Woman, Do Right Man von Aretha Franklin
- 1967: Tell Mama (Album) von Etta James
- 1967: Sweet Soul Music von Arthur Conley
- 1968: Hey Jude (Album) von Wilson Pickett, mit Duane Allman als Studiogitarrist
- 1970: Right On (Album) von Wilson Pickett
- 1970: I’m Just a Prisoner (Album) von Candi Staton
- 1970: Fancy (Album) von Bobbie Gentry
- 1970: Osmonds (Album) mit der Single-Auskopplung One Bad Apple von The Osmonds
- 1973: Get Involved von George Soulé

## Dokumentarfilm
- Greg ‘Freddy’ Camalier: Muscle Shoals. Magnolia Pictures, USA 2013.